# 叙州区

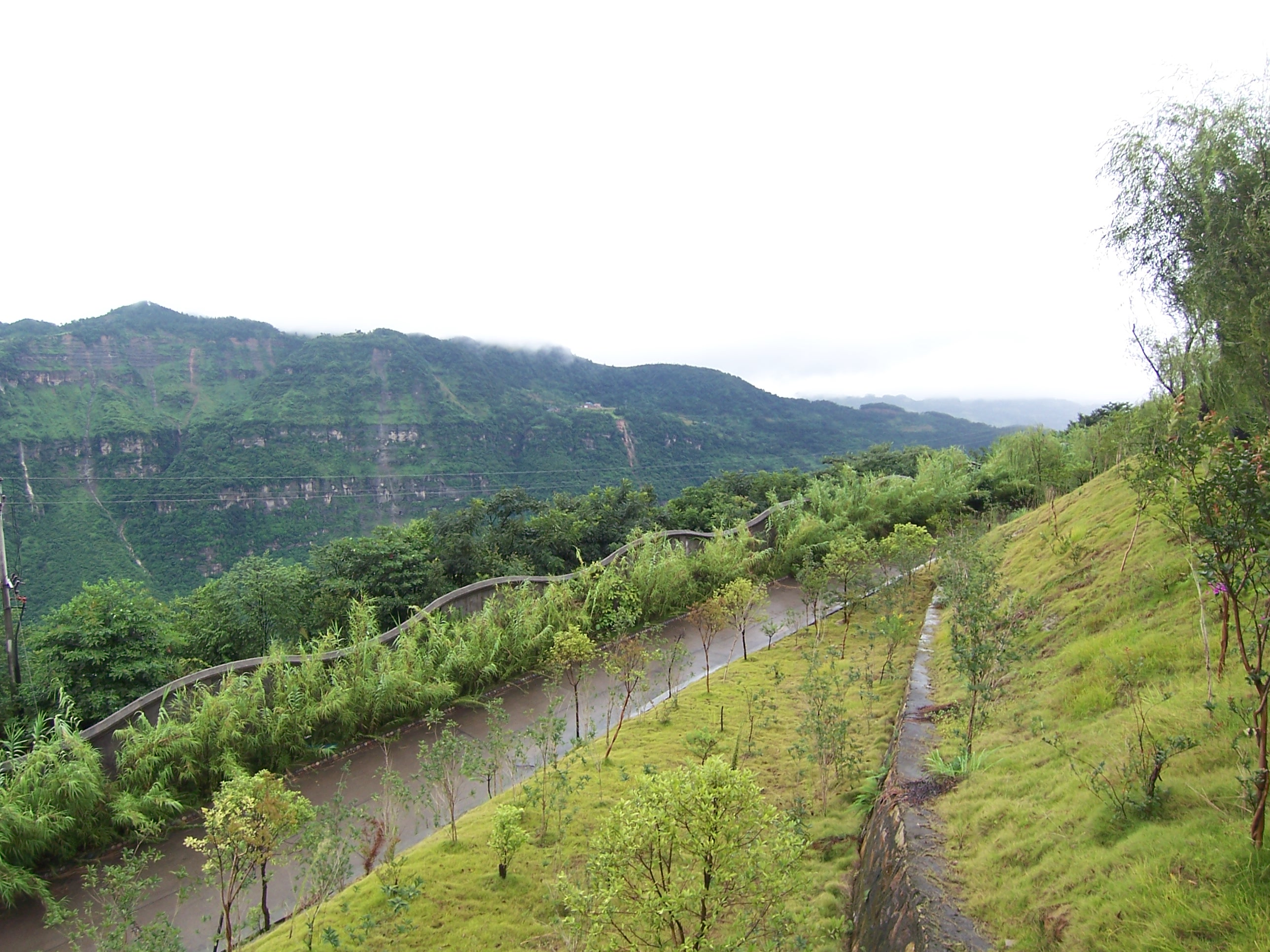

叙州区是中國四川省宜宾市的一個市辖区，位于四川省南缘，地处金沙江、岷江、长江三江交汇处和川、滇、黔三省交界处。

## 历史
唐朝时置义宾县，北宋时，当是避赵光义讳改为宜宾县。政和年间，改僰道县为宜宾县，原宜宾县废。“叙州”地名亦于政和4年（公元1114年）出现。
1950年起，属宜宾专区。1951年，从宜宾县城区析置宜宾市（县级）。1968年，宜宾专区改为宜宾地区，仍隶之。1996年，设立地级宜宾市，宜宾县属宜宾市。
2018年7月经国务院批准，撤销宜宾县，设立宜宾市叙州区，以原宜宾县（不含孔滩镇、王场镇、白花镇、永兴镇、双谊镇）和翠屏区南岸街道、赵场街道、南广镇行政区域为叙州区的行政区域，叙州区人民政府驻柏溪镇县府街123号；将原宜宾县的孔滩镇、王场镇、白花镇、永兴镇、双谊镇划归宜宾市翠屏区管辖。 。

## 地理
县境内南北长、东西窄，地势东北低，西南高，海拔270—1418米。地貌多样，以丘陵为主，气候温和，雨量充沛、无霜期长，四季分明，属亚热带季风型湿润气候，年均气温19.1℃，年降雨量1011.5毫米左右，年日照时数1069.9小时。

## 行政区划
叙州区下辖3个街道办事处、12个镇、2个乡：
柏溪街道、南岸街道、赵场街道、南广镇、观音镇、横江镇、柳嘉镇、泥溪镇、蕨溪镇、商州镇、高场镇、安边镇、双龙镇、合什镇、樟海镇、龙池乡和凤仪乡。